# 핑크 캐딜락
핑크 캐딜락(Pink Cadillac)은 미국에서 제작된 버디 밴 혼 감독의 1989년 액션, 코미디, 드라마 영화이다. 클린트 이스트우드 등이 주연으로 출연하였고 데이빗 발데스 등이 제작에 참여하였다.

## 출연

### 주연
- 클린트 이스트우드
- 버나뎃 피터스

### 조연
- 티모시 카하트
- 존 데니스 존스톤
- 마이클 데스 바레스

## 제작진
- 미술: 에드워드 C. 카르파그노